# Сахалінський регіон Далекосхідної залізниці
Сахалі́нський регіон Далекосхідної залізниці — один з регіонів Далекосхідної  залізниці РФ, залізниця з шириною колії 1067 мм, проходить територією південної частини острова Сахалін. З 1992 по 2010 роки була окремою залізницею — філією «РЖД».
Будівництво залізниць на острові Сахалін почалося після Російсько-японської війни 1904—1905 років, коли в результаті Портсмутського мирного договору південна частина Сахаліну, до 50-ї паралелі, відійшла до Японії.
Була побудована військово-польова вузькоколійна залізниця Корсаків — Южно-Сахалінськ, довжиною 42,5 км і шириною 600 мм. Її основне призначення — швидко закріпитися на новій території. Пізніше вона була переведена на розміри звичайної японської колії — 1067 мм. У 1911 році була відбудована гілка Южно-Сахалінськ — Стародубське довжиною 53,5 км. А в період 1918—1921 рр. залізницею були зв'язані Невельськ — Холмськ,  Чехово — Томарі.
На острові багато тунелів, всі вони виконані за габаритом, прийнятим на японських залізницях. Частина рухомого складу експлуатованого на острові також має японське походження — це японські паровози і дизель-поїзди «Киха». Пасажирські і вантажні вагони, експлуатовані на залізниці аналогічні вагонам нормальної колії, але з візками колії 1067 мм. Спеціально для Сахалінської залізниці Людиновським тепловозобудівним заводом будувалися тепловози з гідропередачею ТГ16 і ТГ22.  
Експлуатаційна довжина залізниці на 1992 рік 1072 км, на 2006 рік — 804,9 км. Скорочення довжини відбувається за рахунок закриття маловикористовуваних ділянок.
Залізниця характеризується особливим кліматом (періоди мусонів, сніжні занесення), важким профілем. Для зв'язку з материком використовується залізнична поромна переправа Ваніно (Далекосхідна залізниця) — Холмськ. При транспортуванні вантажів потрібна зміна візків вантажних вагонів. Усі ці обставини роблять собівартість перевезення вантажів на Сахаліні вищою в порівнянні з материковою мережею залізниць, причому різниця в собівартості досягає 10 разів.[джерело?]
За рішенням ВАТ «РЖД» у 2004—2005 роках проводилася підготовка до перешивання[уточнити] колії Сахалінської залізниці на ширину 1520 мм. Станом на 2014 рік приблизно 500 км колії має або суміщену (подвійну) колію 1067 / 1520 мм, або спеціальні шпали, підготовлені для укладання рейок для нової ширини колії.
Переобладнання залізниці під колію 1520 мм завершене у 2020-2021-х роках.
На залізниці є музей залізничної техніки, з експонатами що не мають аналогів в інших музеях. Експозиція містить залізничну техніку, виготовлену в Японії: двовісні платформи, снігоочисник «Вадзіма», двадцятип'ятитонна цистерна (виготовлена 1954 року), паровоз серії D-51 1948 року, а також радянський шнекороторний снігоочисник на базі секції тепловоза ТГ16.

## Ресурси Інтернету
- Russian Railways Official Site (рос.)
- Sakhalin Railway Official Site (рос.)
- Щодо реконструкції залізниці і зміни ширини колії (рос.)
- Photo - project «Steam Engine» (рос.)
- «The site of the railroad» S. Bolashenko (рос.)